# Córdoba, Argentina
Córdoba (phát âm tiếng Tây Ban Nha: [ˈkoɾðoβa]), tên viết tắt CBA, là một thành phố có vị trí địa lý gần trung tâm của Argentina, chân núi Sierras Chicas nằm trên bờ sông Suquía River, cách Buenos Aires 700 km về phía Tây Tây Bắc. Thành phố này chính là thủ phủ của Tỉnh Córdoba.
Córdoba là thành phố quan trọng thứ hai của Argentina từ thế kỷ thứ 16 và cũng là trung tâm công nghiệp phát triển thứ nhì của nước này hiện nay.
Córdoba sở hữu nhiều công trình lịch sử nổi tiếng có từ thời còn là thuộc địa của Tây Ban Nha, trong đó đặc biệt nhất phải kể đến Nhà thờ Thiên chúa giáo La Mã, Jesuit Block, công trình được UNESCO công nhận di sản thế giới vào năm 2000, vốn là một nhóm các tòa nhà được xây dựng từ thế kỷ thứ 17, bao gồm Colegio Nacional de Monserrat và khuôn viên trường Đại học thuộc địa. Khuôn viên này ngày nay thuộc bảo tàng lịch sử của Đại học Quốc gia Córdoba, đại học lớn thứ hai cả nước từ thế kỷ 20 (sau Đại học Buenos Aires) xét về phương diện số lượng sinh viên, ngành nghề, chương trình đào tạo.
Córdoba còn được biết đến với những phong trào lịch sử như Cách mạng Đại học diễn ra vào năm 1918.

## Khí hậu
| Dữ liệu khí hậu của Córdoba, Argentina (1961–1990)    | Dữ liệu khí hậu của Córdoba, Argentina (1961–1990) | Dữ liệu khí hậu của Córdoba, Argentina (1961–1990) | Dữ liệu khí hậu của Córdoba, Argentina (1961–1990) | Dữ liệu khí hậu của Córdoba, Argentina (1961–1990) | Dữ liệu khí hậu của Córdoba, Argentina (1961–1990) | Dữ liệu khí hậu của Córdoba, Argentina (1961–1990) | Dữ liệu khí hậu của Córdoba, Argentina (1961–1990) | Dữ liệu khí hậu của Córdoba, Argentina (1961–1990) | Dữ liệu khí hậu của Córdoba, Argentina (1961–1990) | Dữ liệu khí hậu của Córdoba, Argentina (1961–1990) | Dữ liệu khí hậu của Córdoba, Argentina (1961–1990) | Dữ liệu khí hậu của Córdoba, Argentina (1961–1990) | Dữ liệu khí hậu của Córdoba, Argentina (1961–1990) |
| Tháng                                                 | 1                                                  | 2                                                  | 3                                                  | 4                                                  | 5                                                  | 6                                                  | 7                                                  | 8                                                  | 9                                                  | 10                                                 | 11                                                 | 12                                                 | Năm                                                |
| ----------------------------------------------------- | -------------------------------------------------- | -------------------------------------------------- | -------------------------------------------------- | -------------------------------------------------- | -------------------------------------------------- | -------------------------------------------------- | -------------------------------------------------- | -------------------------------------------------- | -------------------------------------------------- | -------------------------------------------------- | -------------------------------------------------- | -------------------------------------------------- | -------------------------------------------------- |
| Cao kỉ lục °C (°F)                                    | 41.3 (106.3)                                       | 41.2 (106.2)                                       | 38.6 (101.5)                                       | 34.6 (94.3)                                        | 32.4 (90.3)                                        | 32.8 (91.0)                                        | 33.1 (91.6)                                        | 38.2 (100.8)                                       | 38.2 (100.8)                                       | 39.2 (102.6)                                       | 40.3 (104.5)                                       | 43.1 (109.6)                                       | 43.1 (109.6)                                       |
| Trung bình ngày tối đa °C (°F)                        | 31.1 (88.0)                                        | 30.1 (86.2)                                        | 27.6 (81.7)                                        | 24.9 (76.8)                                        | 22.0 (71.6)                                        | 18.5 (65.3)                                        | 18.6 (65.5)                                        | 21.0 (69.8)                                        | 23.3 (73.9)                                        | 26.1 (79.0)                                        | 28.4 (83.1)                                        | 30.3 (86.5)                                        | 25.2 (77.4)                                        |
| Trung bình ngày °C (°F)                               | 24.1 (75.4)                                        | 23.1 (73.6)                                        | 20.9 (69.6)                                        | 17.9 (64.2)                                        | 14.9 (58.8)                                        | 11.3 (52.3)                                        | 11.3 (52.3)                                        | 13.2 (55.8)                                        | 15.6 (60.1)                                        | 18.9 (66.0)                                        | 21.3 (70.3)                                        | 23.2 (73.8)                                        | 18.0 (64.4)                                        |
| Tối thiểu trung bình ngày °C (°F)                     | 18.1 (64.6)                                        | 17.4 (63.3)                                        | 15.6 (60.1)                                        | 12.3 (54.1)                                        | 9.3 (48.7)                                         | 5.7 (42.3)                                         | 5.5 (41.9)                                         | 6.7 (44.1)                                         | 9.1 (48.4)                                         | 12.6 (54.7)                                        | 15.2 (59.4)                                        | 17.3 (63.1)                                        | 12.1 (53.8)                                        |
| Thấp kỉ lục °C (°F)                                   | 8.5 (47.3)                                         | 7.5 (45.5)                                         | 4.0 (39.2)                                         | −0.5 (31.1)                                        | −4.3 (24.3)                                        | −5.2 (22.6)                                        | −7.1 (19.2)                                        | −3.8 (25.2)                                        | −2.6 (27.3)                                        | 2.8 (37.0)                                         | 3.7 (38.7)                                         | 7.5 (45.5)                                         | −7.1 (19.2)                                        |
| Lượng Giáng thủy trung bình mm (inches)               | 121.7 (4.79)                                       | 99.8 (3.93)                                        | 110.3 (4.34)                                       | 52.2 (2.06)                                        | 18.9 (0.74)                                        | 11.4 (0.45)                                        | 12.8 (0.50)                                        | 9.7 (0.38)                                         | 33.8 (1.33)                                        | 66.4 (2.61)                                        | 96.6 (3.80)                                        | 136.9 (5.39)                                       | 770.5 (30.33)                                      |
| Số ngày giáng thủy trung bình (≥ 0.1 mm)              | 11                                                 | 9                                                  | 10                                                 | 7                                                  | 4                                                  | 3                                                  | 3                                                  | 3                                                  | 4                                                  | 7                                                  | 9                                                  | 11                                                 | 81                                                 |
| Độ ẩm tương đối trung bình (%)                        | 64                                                 | 67                                                 | 72                                                 | 71                                                 | 69                                                 | 67                                                 | 64                                                 | 56                                                 | 54                                                 | 57                                                 | 59                                                 | 62                                                 | 64                                                 |
| Số giờ nắng trung bình tháng                          | 257.3                                              | 229.6                                              | 204.6                                              | 189.0                                              | 170.5                                              | 150.0                                              | 170.5                                              | 204.6                                              | 213.0                                              | 238.7                                              | 255.0                                              | 251.1                                              | 2.533,9                                            |
| Phần trăm nắng có thể                                 | 60                                                 | 62                                                 | 54                                                 | 55                                                 | 52                                                 | 49                                                 | 53                                                 | 60                                                 | 60                                                 | 60                                                 | 62                                                 | 57                                                 | 57                                                 |
| Nguồn 1: NOAA                                         |                                                    |                                                    |                                                    |                                                    |                                                    |                                                    |                                                    |                                                    |                                                    |                                                    |                                                    |                                                    |                                                    |
| Nguồn 2: Servicio Meteorológico Nacional (ngày giáng) |                                                    |                                                    |                                                    |                                                    |                                                    |                                                    |                                                    |                                                    |                                                    |                                                    |                                                    |                                                    |                                                    |

## Hình ảnh

Một góc thành phốMột góc thành phố
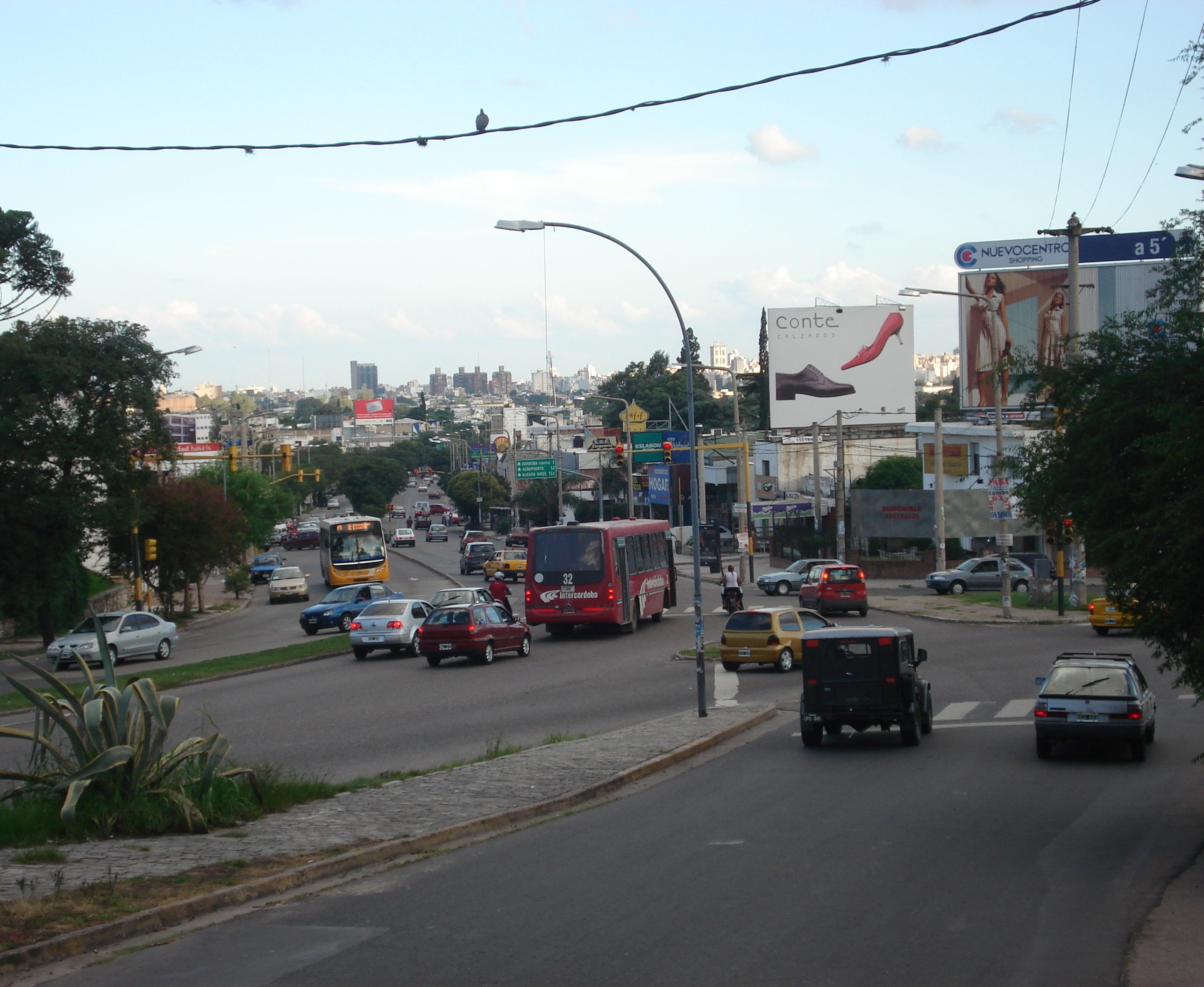
Đại lộ quan trọng của mặt Bắc thành phố
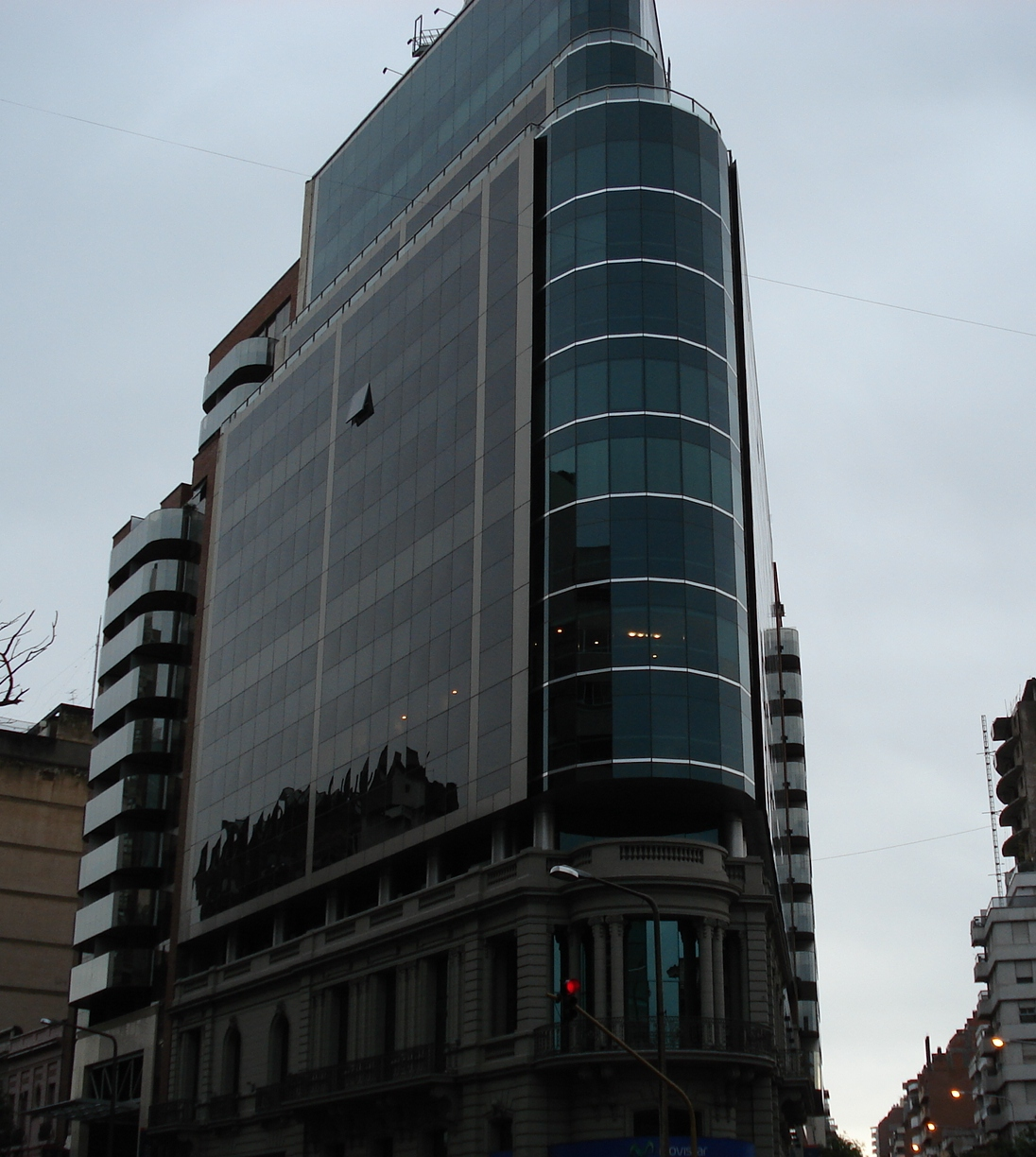
Tháp Ecipsa
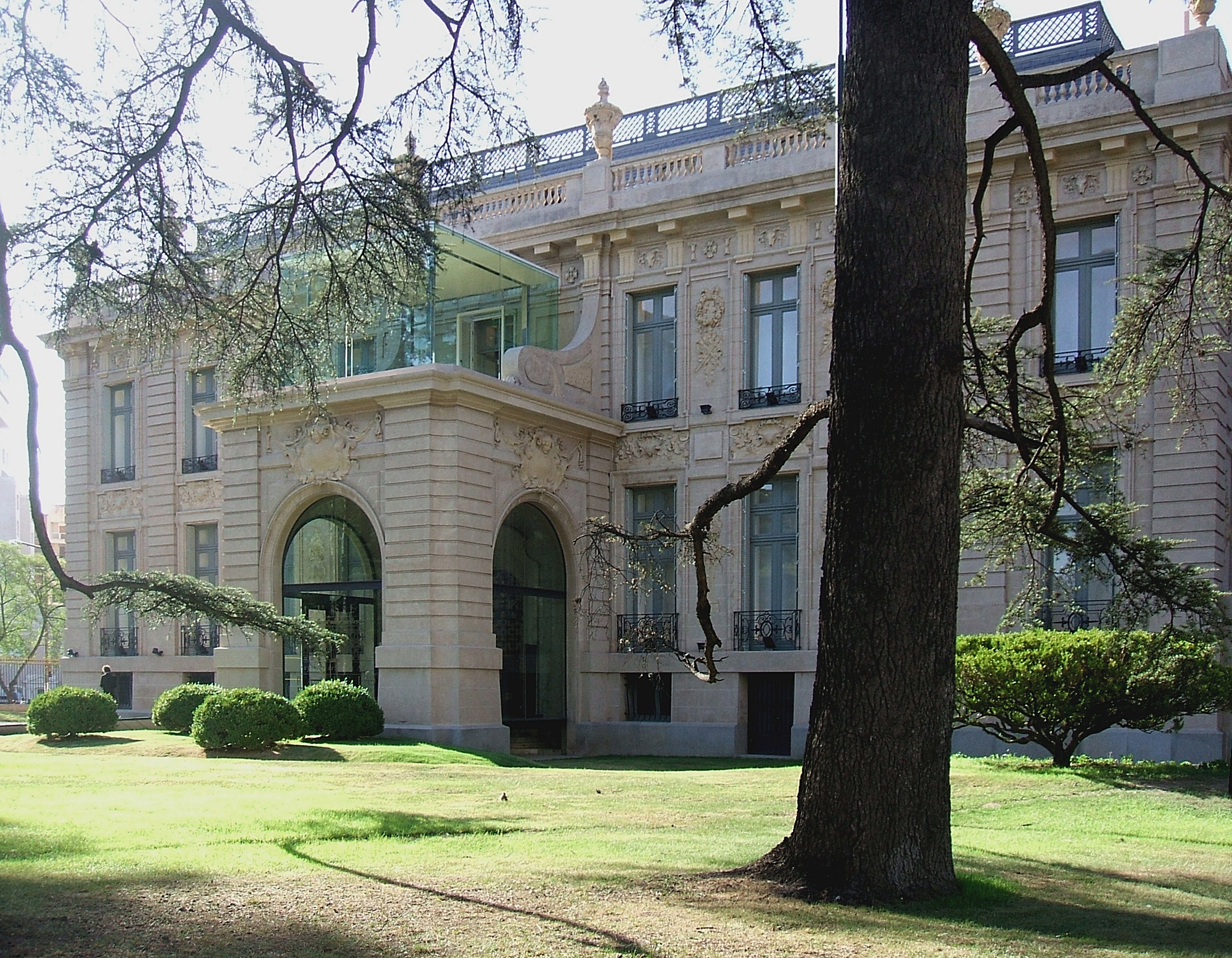
Bảo tàng "Ferreyra Palace"
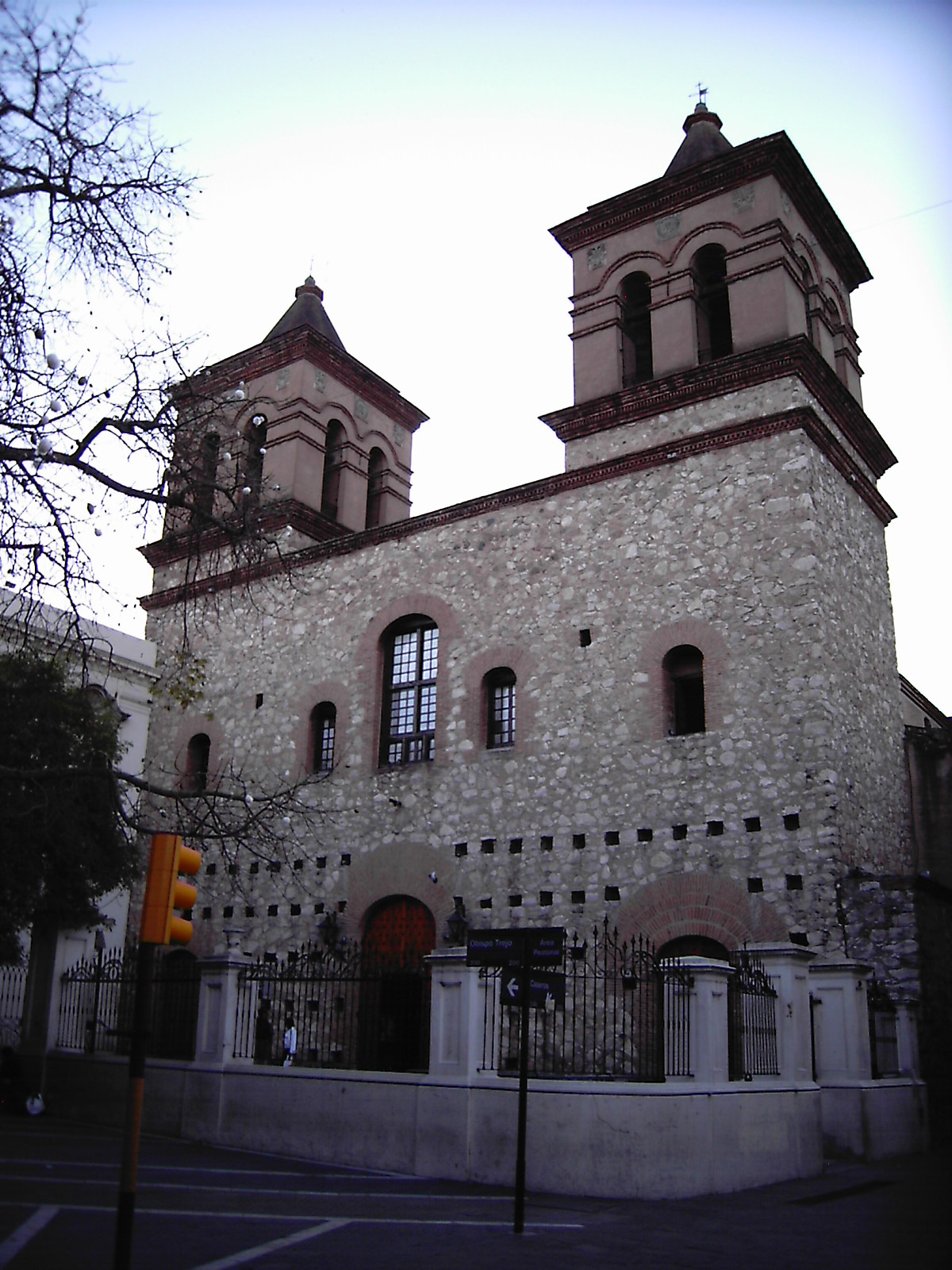
Nhà thờ Jesuit
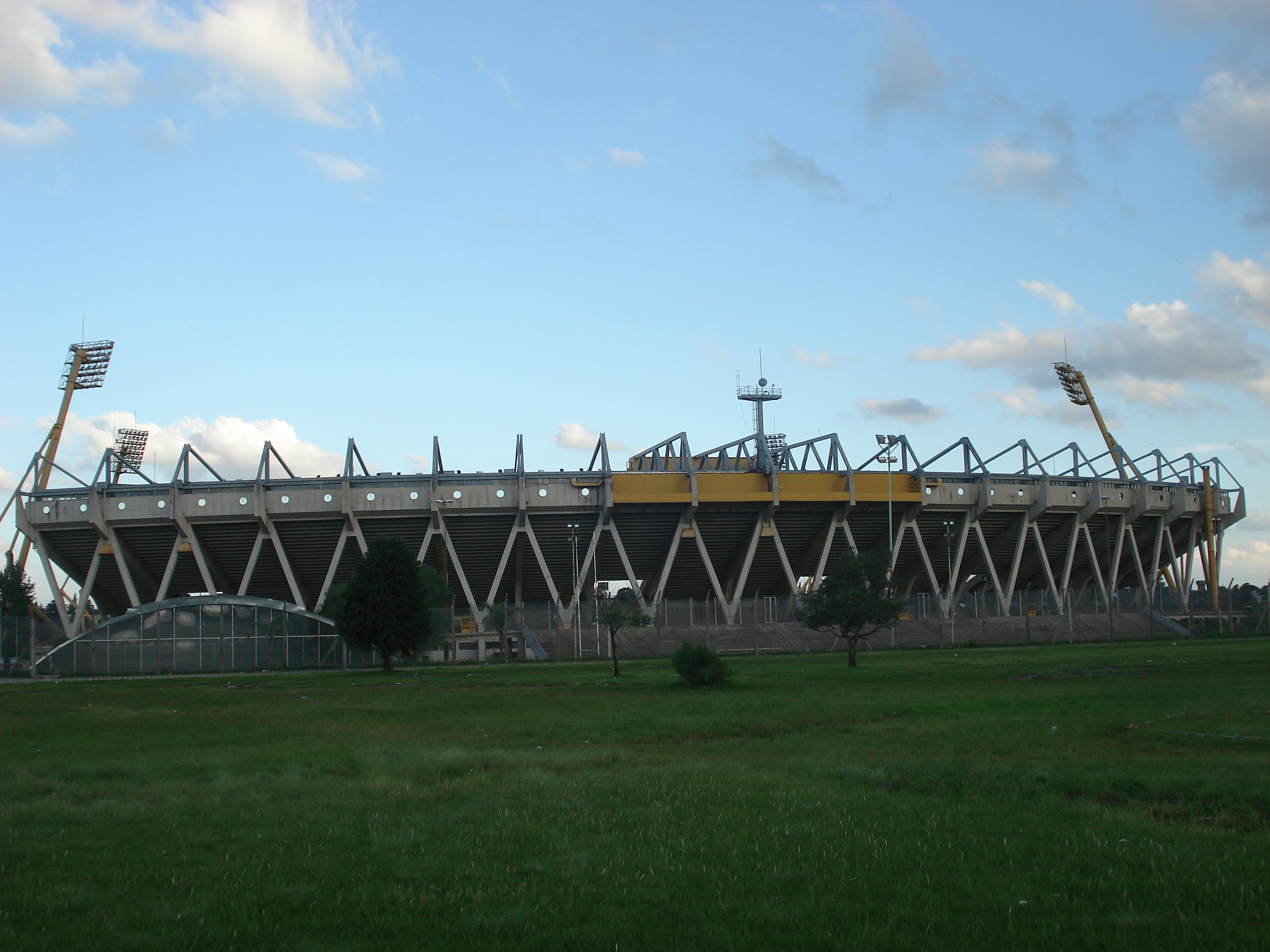
Sân vận động Córdoba
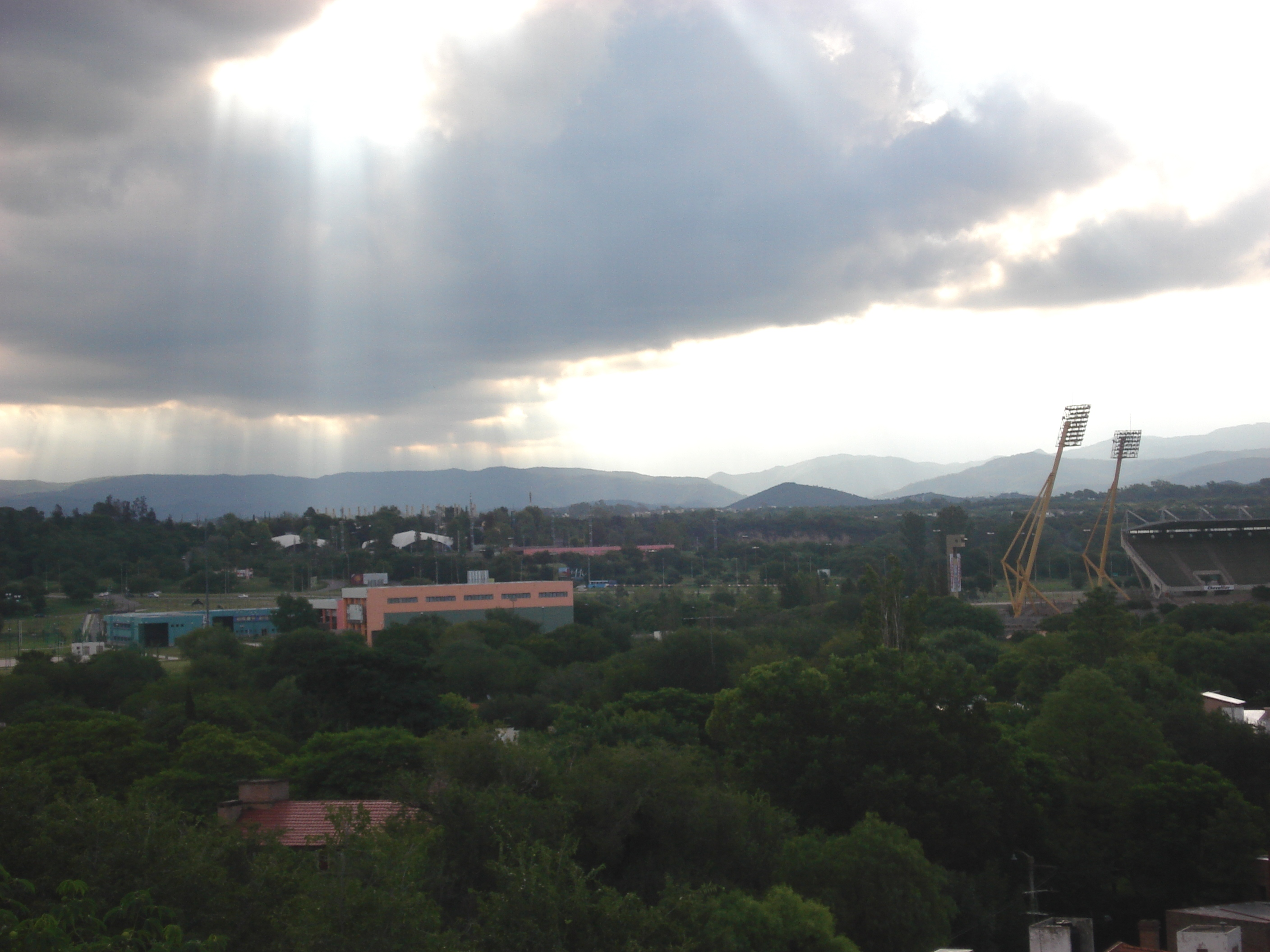
Tàu điện ngầm